# Nino Lamboglia

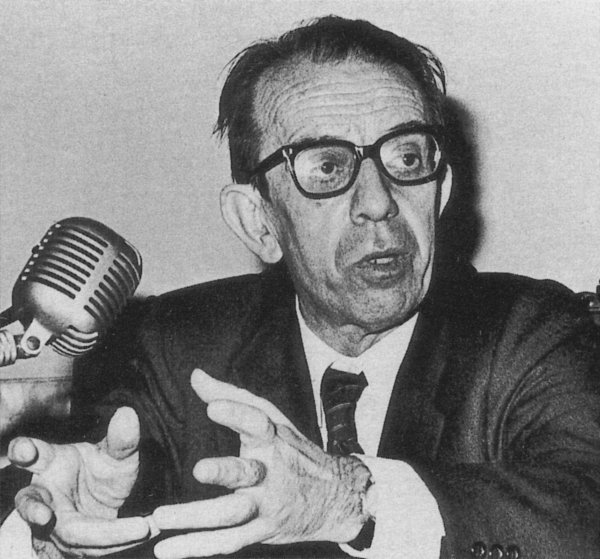
Nino Lamboglia (1972)

Nino Lamboglia (* 7. August 1912 in Porto Maurizio; † 10. Januar 1977 in Genua) war ein italienischer Archäologe. Er begründete das Istituto Internazionale di Studi Liguri.

## Leben

### Herkunft und frühe Jahre
Sein Vater Carmelo Lamboglia aus Aurigo war Lehrer und Musiker, seine Mutter war Carmelina Federici.
Nino Lamboglia schloss sein Studium an der Universität Genua 1933 mit einer Arbeit über Topografia dell'Ingaunia nell'antichità (dt.: „Die Topographie von Ingaunia in der Antike“) ab, worin er sich mit der Archäologie der ligurischen Riviera di Ponente befasste. In demselben Jahr begründete er in Albenga die Società Storico Archeologica Ingauna und wurde Sekretär der toponomastischen (ortsnamenskundlichen) Kommission Liguriens. Anschließend arbeitete er im Archiv der Gemeinde Albenga, wo er von 1934 bis 1937 auch Direktor der Stadtbibliothek war, die er nach einer Krisenzeit neu aufbaute. Er wurde ferner zum außerordentlichen Kommissar des Museo Clarence Bicknell in Bordighera ernannt, in diese Zeit reicht seine Zusammenarbeit mit Luigi Bernabò Brea zurück, der ebenfalls Archäologe und ein Pionier naturwissenschaftlicher Methoden in der Archäologie war.

### Beruflicher Werdegang
In den folgenden Jahren veröffentlichte Nino Lamboglia mehrere Studien und wirkte an der archäologischen Erforschung der Riviera di Ponente mit. Im Jahr 1942 begründete er in Bordighera das Istituto Internazionale di Studi Liguri, dessen Direktor er bis zu seinem Tod 1977 war. Weiterhin arbeitete er als Inspektor in der Soprintendenza für die Region Ligurien, um die Kulturgüter Liguriens, insbesondere die Biblioteca Civica Aprosiana, während des Zweiten Weltkriegs zu erhalten. Nino Lamboglia war es, der die Texte und die wertvollen Manuskripte der berühmten Bibliothek aufbewahrte, die sonst wahrscheinlich aufgrund der Kriegsereignisse verloren gegangen oder zerstört worden wären. Während der italienischen Besetzung von Menton (1940–1943) wurde er vom Zivilkommissar Frediani damit beauftragt, in Zusammenarbeit mit dem Mentonasco-Dichter Marcello Firpo die italienischen Kulturaktivitäten zu koordinieren. In den 1950er Jahren wirkte er an deren Umzug und Restaurierung mit. In der Nachkriegszeit war er zudem an Unterwasserausgrabungen und an archäologischen Forschungen in anderen italienischen Regionen wie Sizilien und Rom beteiligt.
Im Jahr 1974 war Nino Lamboglia der erste Italiener, der einen Lehrstuhl für Mittelalterarchäologie an der Universität von Genua innehatte.

### Unfalltod
Nino Lamboglia starb bei einem Unfall am 10. Januar 1977, als er im Hafen von Genua mit seinem Auto im Nebel die Zufahrtsrampe zu einer Fähre verfehlte und das Auto ins Hafenbecken stürzte. Er und sein Begleiter Giacomo Martini ertranken im Auto.

## Wirken

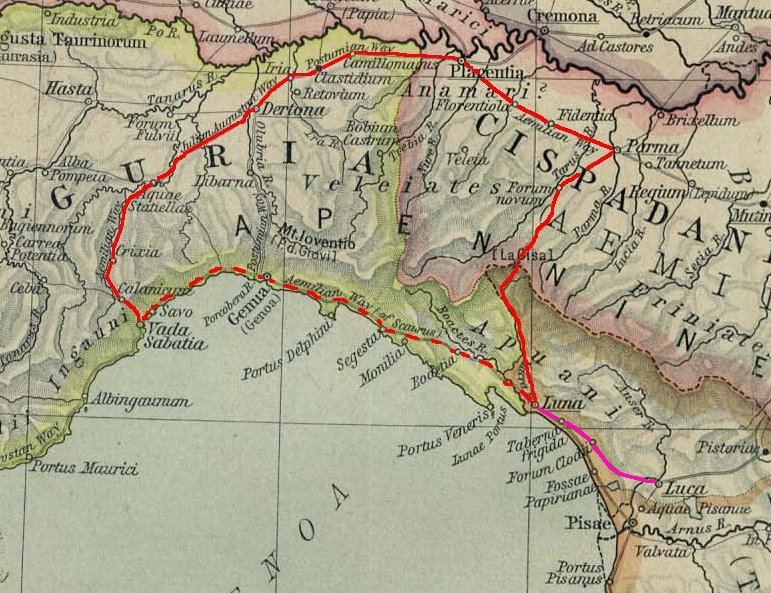
Vermuteter Verlauf der via Aemilia Scauri (in rot) im Römischen Reich (109 v. Chr.). Die punktierte Linie stellt nach Ansicht einiger Autoren einen alternativen Küstenweg dar. In Violett die Erweiterung von Luni (Luna) nach Lucca (Luca) durch Gaius Iulius Caesar (56 v. Chr.)

Aus seiner wissenschaftlichen Tätigkeit sind von zeitüberdauernder Bedeutung:
- Die ersten Ausgrabungen, die 1936 in der Villa Matutia in Sanremo durchgeführt wurden und die 1960 wieder aufgenommen wurden.
- Die Ausgrabungskampagnen in der römischen Stadt Albintimilium (Ventimiglia) (1938–1940, veröffentlicht im Jahr 1955), in denen er die stratigraphische Methode als einer der ersten in Italien im klassischen Kontext anwendete. Diese Methode hatte er in der Zusammenarbeit mit Luigi Bernabò Brea erlernt.
- Ausgrabungen in den römischen Bädern von Cemenelum (Cimiez bei Nizza) in den Monaten Juni und Juli 1943.[5]
- Die Ausgrabung des römischen Schiffes von Albenga (1950) und die anschließende Schaffung eines Versuchszentrums für Unterwasserarchäologie, von dem aus eine intensive Unterwasserforschung der italienischen Meere unternommen wurde.
- Die Untersuchung und Aufmerksamkeit für die Kleinfunde, die während der Ausgrabungen anfielen, insbesondere für die Keramik, zu der er einen wesentlichen Beitrag zur Klassifizierung und Identifizierung geleistet hat, mit der Untersuchung von schwarz glasierter kampanischer Keramik und der African Red Slip Ware.

Nino Lamboglia widmete sich besonders der Erforschung der antiken Römerstraße Via Aemilia Scauri, die um 109 v. Chr. bestand und deren Spuren weitgehend verloren gegangen sind, ihr tatsächlicher Verlauf gilt immer noch als unklar.
Er grub eine vorrömische Nekropole in der Nähe von Chiavari aus, führte Ausgrabungen in Tindari in Sizilien sowie in Rom im Caesarforum durch, ferner in Ampurias in Katalonien. Nino Lamboglia war ferner an der Restaurierung der Kathedrale von Albenga beteiligt.

## Ehrungen
Nach Nino Lamboglia ist das Museo Archeologico Navale "Lamboglia" auf der Isola della Maddalena bei Sardinien benannt, in dem archäologische Funde Lamboglias aus der Nähe der Isola di Spargi gesammelt werden.